# Démilitarisation
 (octobre 2012).
Si vous disposez d'ouvrages ou d'articles de référence ou si vous connaissez des sites web de qualité traitant du thème abordé ici, merci de compléter l'article en donnant les références utiles à sa vérifiabilité et en les liant à la section « Notes et références ».

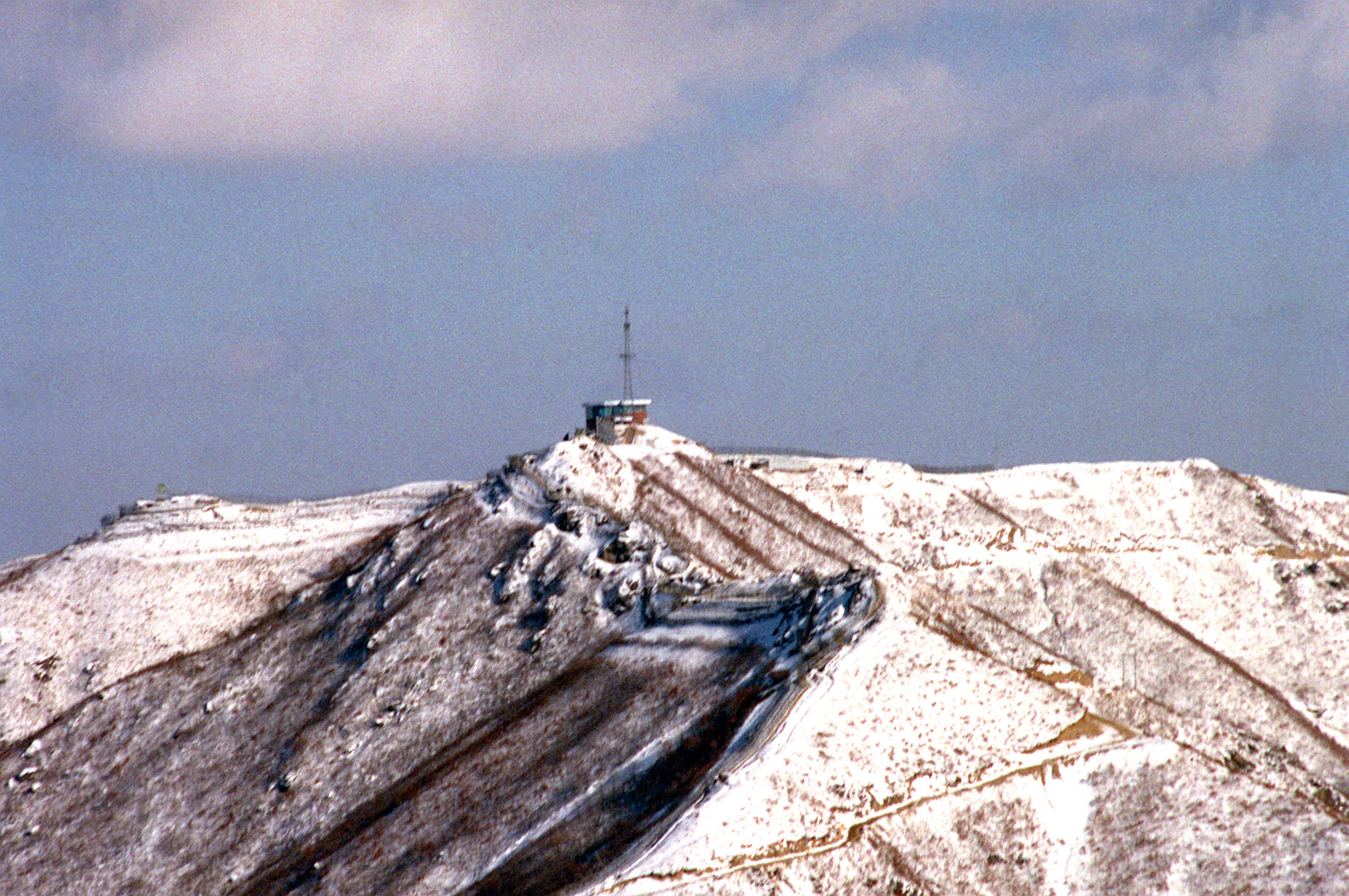
Poste d’observation à la frontière inter-coréenne en 1990 (DMZ).

La démilitarisation est le processus de réduction de l’armée d’une nation, de ses armes ou de ses véhicules armés jusqu’à un minimum convenu. La démilitarisation est le plus souvent le résultat d’un traité de paix finalisant une guerre ou un conflit majeur.
Le terme peut également désigner le fait de remplacer un commandement suprême des forces armées, le commandement en chef, lorsqu'il s'agit d'un officier supérieur ou d'un État major de généraux, par un civil élu ou par un collège de civils. L'armée devient alors une armée de défense au service de la nation, et commandée par ses représentants légitimes.
La démilitarisation était une politique entreprise dans un certain nombre de pays après les deux guerres mondiales. À la suite de la Première Guerre mondiale, le Royaume-Uni réduisit grandement sa force militaire. Cela mit le pays dans une position de faiblesse pendant la montée en puissance du régime nazi en Allemagne et mena à une politique d’apaisement.
D’autres facteurs, comme les personnalités des leaders anglais[Lesquels ?], les idéaux qu’ils prônaient et leur désir de ne pas voir se répéter les horreurs de la Première Guerre mondiale[réf. nécessaire], ont aussi contribué au développement de cet apaisement.
Faire d’un corps militaire ou paramilitaire un corps civil constitue aussi une forme de démilitarisation. Par exemple, la police italienne a été démilitarisée en 1981, et la gendarmerie autrichienne a été fusionnée avec la police nationale pour former un nouveau corps civil.[réf. nécessaire]
La démilitarisation peut aussi faire référence aux politiques mises en place par les forces alliées lors de l'occupation de l’Allemagne et du Japon après la Seconde Guerre mondiale. Les forces militaires allemandes et japonaises furent refondues pour les dissocier de leur passé militaire récent, mais elles étaient maintenues en activité et même renforcées pour aider les Alliés à faire face à la nouvelle menace soviétique qui devenait évidente après la Seconde Guerre mondiale, la guerre froide débutait.
La démilitarisation peut encore faire référence à la réduction d’un ou de différents types d’armes ou de systèmes d’armement spécifiques. On remarquera encore la démilitarisation d’une zone spécifique, par exemple les zones-tampons situées entre deux États préalablement engagés dans un conflit armée (zone démilitarisée).
Voici des exemples de démilitarisation :
- le traité de Versailles interdit à la république de Weimar de posséder une force aérienne, des véhicules blindés ainsi qu’un certain type de navires. De plus, le traité prévoyait une zone démilitarisée dans la région rhénane ;
- les réductions massives de personnel militaire dans les pays alliés, après la Première Guerre mondiale ;
- la Conférence navale de Washington ;
- la démilitarisation de la vie dans le Japon et l'Allemagne post-Seconde Guerre mondiale ;
- la Convention sur l'interdiction des armes chimiques.

## Demande du dalaï-lama à l'ONU
Lors de son allocution au Sommet de la Terre 1992, le dalaï-lama plaida pour la démilitarisation de la planète, expliquant ses souhaits que les Nations unies y parviennent rapidement et qu'à l'avenir le Tibet devienne un sanctuaire neutre et démilitarisé (Question tibétaine à l'ONU).